# Poclain Hydraulics
Poclain Hydraulics ist ein französischer Hersteller von Radialkolbenmotoren. Wichtigster Konkurrent ist Bosch Rexroth.

## Geschichte
Poclain war ein Hersteller von Hydraulikbaggern.
1968 gründete Poclain gemeinsam mit Potain SA das Gemeinschaftsunternehmen Potain Poclain Matériel, das Fahrzeugkräne baute.
1974 sah sich die Gründerfamilie Bataille nach einer Rezession gezwungen an Case zu verkaufen, die das Unternehmen 1987 komplett übernahmen. Die Fertigung von Hydraulikmotoren verblieb jedoch bei der Familie.

## Werke
Quelle:
- Verberie, Frankreich
- Marnaz, Frankreich
- Castelfranco Emilia, Italien
- Brünn, Tschechien
- Žiri, Slowenien
- Sturtevant (Wisconsin), USA
- Pondicherry, Indien
- Shanghai, China

## Produkte
- Poclain EC 1000